# Freaked - Sgorbi
Freaked - Sgorbi (Freaked) è un film del 1993 diretto da Tom Stern e Alex Winter.

## Trama
Nella trasmissione The Skye Daley Show, il giovane attore Ricky Coogin, mostrato nell'ombra, da cui s'intuisce un profilo orribilmente sfigurato, racconta tramite flashback le sue disavventure all'affascinante presentatrice:
Ricky, assieme all'amico Ernie, accettano l'ingaggio per un tour pubblicitario nel Sud America per conto della multinazionale E.E.S. (Esportiamo tutto Eccetto le Scarpe), per la promozione dello Zygrot-24, un fertilizzante biogenetico dichiarato tossico negli Stati Uniti.
Inizialmente tallonato dal suo autonominatosi miglior fan, Stuey Gluck, un irritante ragazzino preoccupato per la carriera di Ricky, quest'ultimo riesce a sbarazzarsene in tempo per arrivare a Santa Orgasm, finendo per carambolare fuori dall'aereo in volo. All'arrivo Ricky viene accolto da un gruppo di manifestanti contro lo Zygrot-24, capeggiato dall'affascinante Julie. Ricky ed Ernie, travestitisi da uno di loro, riescono a convincere Julie a seguirli, nonostante la ragazza scopra relativamente presto le loro identità. Julie chiede ai ragazzi di portarla a vedere "Freek Land", un circo dove vengono esibiti i fenomeni da baraccone. Arrivati oltre l'orario di chiusura, vengono accolti dal proprietario Elijah C. Skuggs e il suo braccio destro, un grosso freak denominato Rospo con una potente lingua prensile.
Col pretesto di mostrare ai ragazzi i mostri di sua creazione, Elijah immobilizza il trio su dei lettini, facendoli venire a contatto con lo Zygrot-24, capace di trasformare le persone in mostri. Così Julie ed Ernie vengono fusi diventando siamesi, condividendo metà ciascuno un unico corpo con due teste, mentre Ricky diventa "la Bestia Umana", una creatura il cui solo lato sinistro del corpo è grottescamente deformato, somigliante ad un mostro gotico. Elijah, scontento perché la trasformazione di Ricky è incompleta a causa della mancanza di Zygrot-24, rinchiude i tre ragazzi nei loro alloggi.
Qui incontrano gli altri mostri: l'Uomo Cane Ortiz, il capo del gruppo; il Verme, un entomologo mutato in un gigante verme umano; Naso, la cui testa è interamente occupata da un enorme naso; Cow-Boy, una mucca dall'aspetto umanoide; la Donna Barbuta; Calzino, un uomo che ha una mano al posto della testa, che nasconde con un calzino; la Fiamma Eterna, che emette un'incessante flatulenza infuocata; Rosie La Capocchia, una microcefala; L'Orribile Uomo Rana, un francese intrappolato in una muta da sub; e Palla di Lardo, uno scheletro animato. Ricky all'inizio rifiuta la sua condizione, quindi anche l'amicizia degli altri mostri, ma grazie all'aiuto di Verme comincia ad abituarsi alla sua condizione. Scoprendo di avere sviluppato un collegamento telepatico con Stuey, cerca di riferirgli la loro situazione. Stuey decide così di raccontare tutto al Weekly World News, attirando su di sé l'attenzione dell'E.E.S.
Nel frattempo Elijah organizza un'esibizione pubblica dei mostri, alla quale partecipa anche Ricky; quando un rappresentante dell'E.E.S. presente rifiuta di aiutarlo, comunicandogli il suo licenziamento, Ricky lo decapita col suo arto mostruoso, scatenando l'ira della folla e l'interesse di Elijah, che comincia a pianificare un nuovo spettacolo.
Il mattino dopo, rifiutato dagli altri mostri, Ricky organizza un suo piano di fuga, ma viene scoperto da Elijah, il quale, anziché ucciderlo, gli rivela che nel nuovo spettacolo Ricky sarà trasformato in un "supermostro" che ucciderà gli altri, ormai diventati inutili, in diretta. Tornato all'accampamento, Ricky cerca di avvisare i compagni in fuga, i quali non lo ascoltano fino al momento in cui Ortiz viene crivellato di pallottole dai guardiani, gli "Occhi Rasta" (due enormi bulbi oculari dalle tendenze rastafariane). Ricky viene finalmente accettato dagli altri, nonché da Julie.
Il gruppo decide così di procurarsi dello Zygrot-24 per creare un unguento che possa trasformare Ricky in un supermostro buono in grado di salvare tutti. Riescono nel creare l'unguento, ma vengono scoperti dagli Occhi Rasta, che uccidono Calzino e fanno perdere a Ricky l'unguento. Egli comunque ruba degli amaretti, che divide tra i compagni.
Nel frattempo la E.E.S. arriva al circo, portando del nuovo Zygrot-24 e proponendo a Elijah un piano per trasformare la popolazione mondiale in una popolazione di mutanti lobotomizzati per il lavoro. Ricky percepisce la presenza di un imprigionato Stuey, al quale ordina di recuperare l'unguento.
Una serie di errori però portano Stuey ad essere contaminato dal preparato, diventando un supermostro buono, e Ricky ad essere contaminato dall'unguento di Elijah, divenendo un supermostro malvagio. I due supermostri iniziano a combattere: nel corso della battaglia Elijah si rivolta contro la E.E.S., colpevole di aver cercato di rubargli la macchina crea-mostri, e sparge il fertilizzante su tutti i componenti del consiglio di amministrazione, trasformandoli in una enorme scarpa; i mostri riescono a far esplodere Rospo facendogli ingoiare un petardo, e Ricky recupera il controllo di sé mediante le parole compassionevoli di Cow-Boy.
Ricky così cattura Elijah; questi gli rivela che, in cambio della vita, potrebbe consegnare ai mostri un antidoto per la loro condizione contenuto in una confezione di amaretti. Rendendosi conto di aver già ingoiato l'antidoto, Ricky butta Elijah nella cisterna piena di Zygrot-24, dal quale riemerge mutato in una creatura che dalla vita in su è identica alla presentatrice Skye Daley. L'F.B.I. interviene per fucilarlo.
Alla fine del racconto viene rivelato che la sagoma deforme di Ricky era dovuta ad un mero gioco di luci e, ormai tornato normale, presenta tutti i mostri, guariti anch'essi, tranne Verme (al quale non piacciono gli amaretti, e quindi non ha assunto l'antidoto), Ortiz (non presente durante la distribuzione dei dolci) e Stuey (contaminato successivamente alla scorpacciata degli amaretti).
Con un colpo di scena Skye rivela di essere Elijah, aggredendo Ricky. Julie riesce comunque a sparare a Elijah, salvare Ricky e ricongiungersi con lui, mentre Ernie spara nuovamente a Elijah, rivelatosi comunque vivo durante i titoli di coda.

## Produzione
Originariamente chiamato Hideous Mutant Freekz, avrebbe dovuto essere un film dell'orrore avente per protagonisti la band musicale "Butthole Surfers",. In seguito Freaked fu riscritto e rimaneggiato più volte da Stern, Winter e Tim Burns. I tre erano stati coinvolti in uno sketch televisivo su MTV chiamato The Idiot Box, da cui Freaked eredita la surreale comicità.

## Distribuzione
Il film fu notato dalla 20th Century Fox, ma, ostacolato da una serie di proiezioni di test insoddisfacente, e giudicato troppo "strano" per essere vendibile, Freaked fu proiettato in pochissimi cinema statunitensi.
In Italia venne presentato al Fantafestival il 16 giugno 1994, in cui le creature del film vinsero il premio nella sezione miglior attore.  Uscì nelle sale a luglio.